# 野見村 (愛知県東加茂郡)
野見村（のみむら）は、かつて愛知県東加茂郡にあった村。
現在の豊田市の一部（旭地区の杉本町・加塩町・押井町・万根町・榊野町・有間町・笹戸町・市平町・池島町・大坪町・東萩平町など）に該当する。

## 歴史
- 1878年（明治11年） -
  - 大坪村と高能村が合併し、大坪村となる。
  - 沢尻村、大垣内村、源重村、九沢村、白石村が合併し、杉本村となる。
  - 二井寺村、押手村が合併し、押手村となる。
  - 鳥巣村、月畑村、小沢村、能見村、高能村となる。
- 1889年（明治22年）10月1日 - 杉本村、東加塩村、押井村、万根村、菊田村、榊野村、有間村、笹戸村、市平村、池島村、大坪村，東萩平村が合併し、野見村が発足。
- 1906年（明治39年）5月1日 - 生駒村、介木村、築羽村と合併し旭村が発足。同日廃止。